# Presidentval i Rumänien
Presidentval i Rumänien hålls vart femte år. 
Landets president väljs i direkta val vart femte år (sedan 2004, tidigare vart fjärde år). Presidenten utser en premiärminister, som leder regeringen. Övriga regeringsmedlemmar utses i sin tur av premiärministern och utnämns av presidenten. Regeringen är underställd parlamentets godkännande. Konstitutionen godkändes i en folkomröstning den 8 december 1991 och bygger på den femte franska republikens dito. I oktober 2003 godkändes omfattande ändringar för att anpassa den till EU-lagstiftningen. I och med valen 2008 har Rumänien en liberal regering.

## Presidentvalet 2014

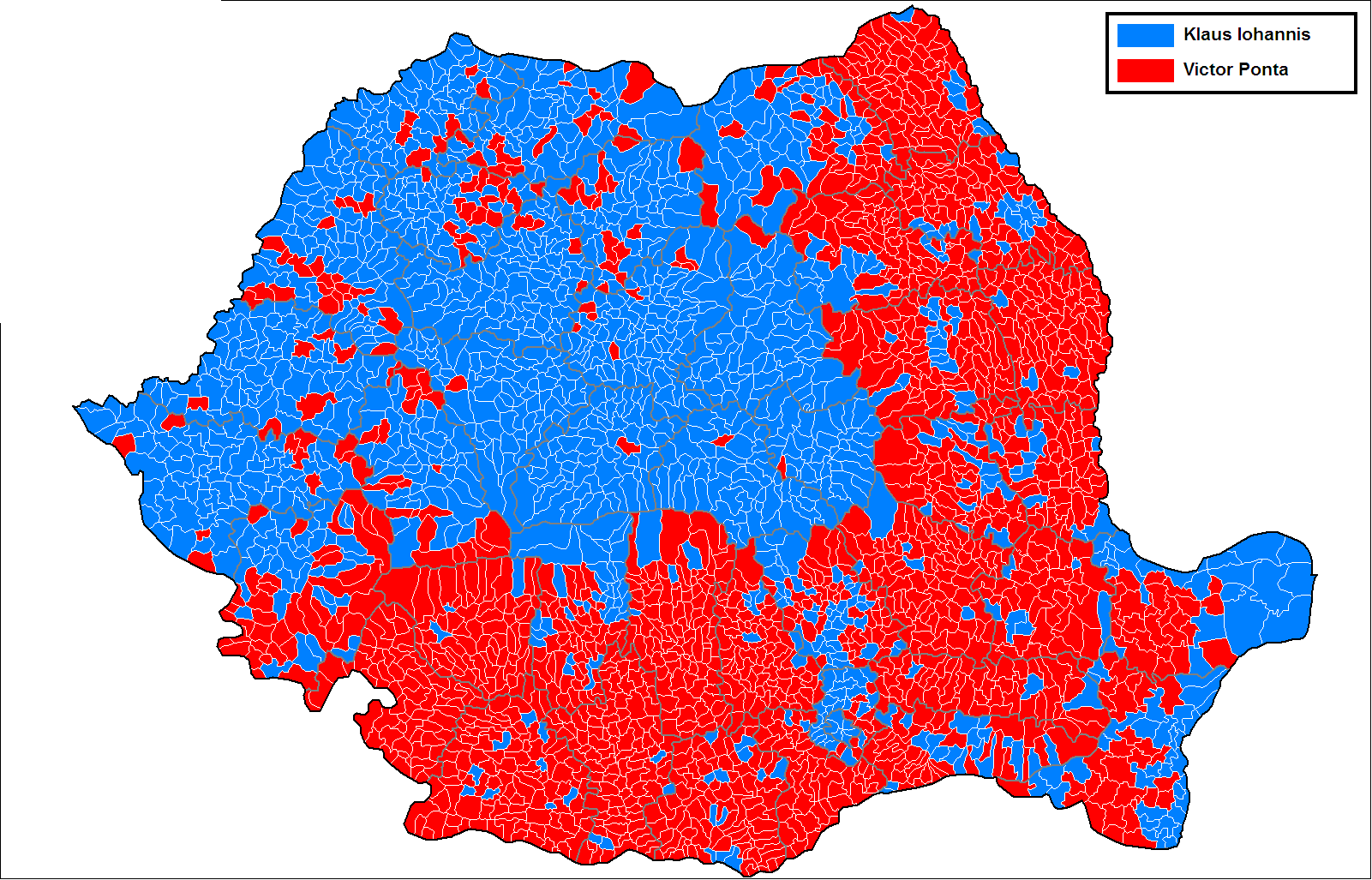
Resultat 2014 per bosättningsenheter i landet. Blå: Iohannis. Röd: Ponta.

Klaus Iohannis, borgmästare i Sibiu sedan 2004 och ledare av det nationalliberala partiet, segrade i 2014 års presidentval. Vid andra valomgången tippade man på socialdemokraternas Victor Ponta. Få förväntade sig att en politiker tillhörande etnisk minoritet som dessutom är protestant i ett land där dessutom över 80 procent av befolkningen tillhör den rumänsk-ortodoxa kyrkan skulle kunna ta hem det här. När rösterna räknats var glappet med tio procentenheter mellan kandidaterna: 55,5 procent för Iohannis mot 45,5 procent för Ponta.

## Presidentvalet 2019
President Iohannis valdes lätt om till en ny mandatperiod i november 2019.

## Presidentvalet 2024
Presidentval hölls den 24 november 2024. De kandidater som erhöll flest röster var Calin Georgescu och Elena Lascuni och de gick vidare till en andra valomgång. Att nationalisten Georgescu skulle segra i valets första omgång var mycket oväntat. Han hade inte bedrivit någon traditionell valrörelse men nått ut via Tik Tok. Rumäniens konstitutionsdomstol annullerade valet den 6 december till följd av uppgifter om rysk inblandning i valrörelsen.